# Changas de Naranjito 2020
Questa voce raccoglie le informazioni riguardanti le Changas de Naranjito nella stagione 2020.

## Organigramma societario
Area direttiva
- Presidente: Jorge Dávila

Area tecnica
- Allenatore: Jamille Torres

## Rosa
| N° | Nome              | Ruolo | Data di nascita  | Nazionalità sportiva |
| -- | ----------------- | ----- | ---------------- | -------------------- |
| 2  | Kiaraliz Pérez    | L     | 29 luglio 2002   | Porto Rico           |
| 3  | Paola Figueroa    | S     | 21 aprile 1996   | Porto Rico           |
| 4  | Jennymar Santiago | P     | 28 luglio 1994   | Porto Rico           |
| 5  | Andrea Rangel     | O     | 19 maggio 1993   | Porto Rico           |
| 6  | Mariel Medina     | P     | 6 ottobre 1988   | Porto Rico           |
| 7  | Nelmarie Cruz     | S     | 3 giugno 1996    | Porto Rico           |
| 8  | Paola Rojas       | C     | 26 gennaio 1996  | Porto Rico           |
| 9  | MacKenzi Welsh    | P     | 19 febbraio 1998 | Stati Uniti          |
| 10 | Isabel Quintana   | S     | -                | Porto Rico           |
| 11 | Legna Hernández   | S     | 18 luglio 1991   | Porto Rico           |
| 12 | Jenselyn Morales  | C     | 7 giugno 1999    | Porto Rico           |
| 13 | Sol González      | C     | 13 gennaio 1990  | Porto Rico           |
| 14 | Dianise Rodríguez | S     | 14 giugno 1995   | Porto Rico           |
| 17 | Noami Santos      | S     | 29 novembre 1993 | Porto Rico           |
| 23 | Nomaris Vélez     | L     | 11 giugno 1993   | Porto Rico           |

## Mercato
| Acquisti | Acquisti         | Acquisti              | Acquisti   |
| R.       | Nome             | da                    | Modalità   |
| -------- | ---------------- | --------------------- | ---------- |
| S        | Paola Figueroa   | Valencianas de Juncos | definitivo |
| P        | Mariel Medina    | -                     | definitivo |
| S        | Nelmarie Cruz    | Criollas de Caguas    | definitivo |
| P        | MacKenzi Welsh   | Michigan              | definitivo |
| C        | Jenselyn Morales | Valencianas de Juncos | definitivo |
| L        | Nomaris Vélez    | Indias de Mayagüez    | definitivo |
| L        | Kiaraliz Pérez   | Santa Teresita        | definitivo |
| S        | Isabel Quintana  | -                     | definitivo |

| Cessioni | Cessioni           | Cessioni                  | Cessioni   |
| R.       | Nome               | a                         | Modalità   |
| -------- | ------------------ | ------------------------- | ---------- |
| P        | Bárbara López      | Llaneras de Toa Baja      | definitivo |
| O        | Julymar Otero      | Oriveden Ponnistus        | definitivo |
| L        | Katherine Santiago | Amazonas de Trujillo Alto | definitivo |
| O        | Gabriela Román     | -                         | ritirata   |
| S        | Carola Biver       | Valencianas de Juncos     | definitivo |
| S        | Fabiana Suárez     | -                         | ritirata   |
| C        | Paola Rivera       | Valencianas de Juncos     | definitivo |
| S        | Paola Figueroa     | -                         | definitivo |

## Risultati

### LVSF

#### Regular season
| 14 febbraio 2020 Coliseo Carmen Zoraida Figueroa, Corozal    | Pinkin de Corozal         | 0 - 3 | Changas de Naranjito      | 15-25, 17-25, 22-25               |
| 16 febbraio 2020 Coliseo Gelito Ortega, Naranjito            | Changas de Naranjito      | 3 - 0 | Llaneras de Toa Baja      | 26-24, 27-25, 25-16               |
| 18 febbraio 2020 Coliseo Rafael Amalbert, Juncos             | Valencianas de Juncos     | 3 - 2 | Changas de Naranjito      | 11-25, 14-25, 25-23, 25-16, 15-13 |
| 20 febbraio 2020 Coliseo Roger L. Mendoza, Caguas            | Criollas de Caguas        | 3 - 2 | Changas de Naranjito      | 25-20, 25-15, 24-26, 26-28, 15-8  |
| 21 febbraio 2020 Coliseo Gelito Ortega, Naranjito            | Changas de Naranjito      | 2 - 3 | Amazonas de Trujillo Alto | 25-23, 25-23, 24-26, 24-26, 13-15 |
| 23 febbraio 2020 Coliseo Gelito Ortega, Naranjito            | Changas de Naranjito      | 3 - 0 | Indias de Mayagüez        | 30-28, 25-19, 25-19               |
| 24 febbraio 2020 Coliseo Gelito Ortega, Naranjito            | Changas de Naranjito      | 3 - 0 | Valencianas de Juncos     | 25-19, 25-11, 25-14               |
| 26 febbraio 2020 Coliseo Rubén Zayas Montañez, Trujillo Alto | Amazonas de Trujillo Alto | 1 - 3 | Changas de Naranjito      | 8-25, 25-17, 18-25, 20-25         |
| 28 febbraio 2020 Coliseo Antonio R. Barceló, Toa Baja        | Llaneras de Toa Baja      | 2 - 3 | Changas de Naranjito      | 27-25, 20-25, 16-25, 25-23, 13-15 |
| 2 marzo 2020 Coliseo Gelito Ortega, Naranjito                | Changas de Naranjito      | 1 - 3 | Llaneras de Toa Baja      | 23-25, 32-34, 25-19, 25-27        |
| 7 marzo 2020 Palacio de Recreación y Deportes, Mayagüez      | Indias de Mayagüez        | 1 - 3 | Changas de Naranjito      | 21-25, 25-19, 21-25, 17-25        |
| 10 marzo 2020 Coliseo Gelito Ortega, Naranjito               | Changas de Naranjito      | 2 - 3 | Amazonas de Trujillo Alto | 25-21, 19-25, 25-15, 21-25, 6-15  |
| 12 marzo 2020 Coliseo Gelito Ortega, Naranjito               | Changas de Naranjito      | -     | Indias de Mayagüez        | annullata                         |
| 14 marzo 2020 Coliseo Gelito Ortega, Naranjito               | Changas de Naranjito      | -     | Criollas de Caguas        | annullata                         |
| 18 marzo 2020 Coliseo Gelito Ortega, Naranjito               | Changas de Naranjito      | -     | Pinkin de Corozal         | annullata                         |
| 22 marzo 2020 Coliseo Antonio R. Barceló, Toa Baja           | Llaneras de Toa Baja      | -     | Changas de Naranjito      | annullata                         |
| 25 marzo 2020 Palacio de Recreación y Deportes, Mayagüez     | Indias de Mayagüez        | -     | Changas de Naranjito      | annullata                         |
| 29 marzo 2020 Coliseo Rubén Zayas Montañez, Trujillo Alto    | Amazonas de Trujillo Alto | -     | Changas de Naranjito      | annullata                         |
| 1º aprile 2020 Coliseo Gelito Ortega, Naranjito              | Changas de Naranjito      | -     | Valencianas de Juncos     | annullata                         |
| 4 aprile 2020 Coliseo Roger L. Mendoza, Caguas               | Criollas de Caguas        | -     | Changas de Naranjito      | annullata                         |
| 11 aprile 2020 Coliseo Carmen Zoraida Figueroa, Corozal      | Pinkin de Corozal         | -     | Changas de Naranjito      | annullata                         |
| 13 aprile 2020 Coliseo Gelito Ortega, Naranjito              | Changas de Naranjito      | -     | Pinkin de Corozal         | annullata                         |
| 15 aprile 2020 Coliseo Gelito Ortega, Naranjito              | Changas de Naranjito      | -     | Criollas de Caguas        | annullata                         |
| 18 aprile 2020 Coliseo Rafael Amalbert, Juncos               | Valencianas de Juncos     | -     | Changas de Naranjito      | annullata                         |

## Statistiche

### Statistiche di squadra
| Competizione | Punti | In casa | In casa | In casa | In trasferta | In trasferta | In trasferta | Totale | Totale | Totale |
| Competizione | Punti | G       | V       | P       | G            | V            | P            | G      | V      | P      |
| ------------ | ----- | ------- | ------- | ------- | ------------ | ------------ | ------------ | ------ | ------ | ------ |
| LVSF         | 24    | 6       | 3       | 3       | 6            | 4            | 2            | 12     | 7      | 5      |
| Totale       | -     | 6       | 3       | 3       | 6            | 4            | 2            | 12     | 7      | 5      |

G = partite giocate; V = partite vinte; P = partite perse